# Les Convois de la honte
Pour plus de détails, voir Fiche technique et Distribution.
Les Convois de la honte est un documentaire français réalisé par Raphaël Delpard, sorti en 2010.

## Fiche technique
- Titre : Les Convois de la honte
- Réalisation : Raphaël Delpard
- Scénario : Raphaël Delpard, d'après son livre[1]
- Photographie : Lionel Reynier
- Montage : Christian Noury
- Pays de production :  France
- Production :  Panocéanic Films - Tapis Franc Productions
- Genre : documentaire
- Durée : 104 minutes
- Date de sortie : France - 10 mars 2010

## Distribution
- Raphaël Delpard : voix